# Goorkasteel (Kessel)
Het Goorkasteel is een kasteel in de tot de Antwerpse gemeente Nijlen behorende plaats Kessel, gelegen aan de Grote Steenweg 115.
Dit kasteel werd in 1874 gebouwd in opdracht van de familie Della Faille de Leverghem. Het kasteel werd in baksteen en zandsteen opgetrokken in neotraditionele stijl.
De naam is afkomstig van de moerassige bossen die zich ten noordwesten van het kasteel bevinden en bekend staan als Het Goor. Dit gebied sluit aan bij de Kesselse Heide.